# Eduardo Adrianzén
Eduardo Adrianzén Herrán (Lima, 15 de enero de 1964) es un actor, guionista, dramaturgo y productor de teatro peruano. Debutó escribiendo en la telenovela peruana Carmín, y en la actuación interpretando a El Esclavo en La ciudad y los perros (1985) de Francisco Lombardi.

## Filmografía
Como actor
- La ciudad y los perros (1985)
- La manzanita del diablo (1989)
- Regresa (1991)

Como guionista
Ha participado o ha sido el guionista principal de las siguientes producciones:
- Carmín (1984-1986)
- Regresa (1991)
- La Perricholi (1992)
- Los de arriba y los de abajo (1994-1995)
- Tribus de la calle (1996)
- Amor serrano (1999)
- Que buena raza (2002)
- Sarita Colonia (2002)
- Demasiada belleza (2003-2004)
- Eva del Edén (2004)
- Viento y arena: La historia de Villa el Salvador (2005)
- Amores como el nuestro (2005)
- Baila reggaeton (2007)[7]
- Sabrosas (2008)
- Graffiti (2008)
- Magnolia Merino, la historia de un mounstruo (2008)
- Gamarra (2011)
- La Perricholi (2011)
- Conversando con la Luna (2012)
- Nuestra historia (2015)
- Amor de madre (2015)
- El último bastión (2018)
- Ojitos Hechiceros (2018 - 2019)
- Maricucha (2022 - 2023)
- Súper Ada (2024)

Como parte de documental
- La revolución y la tierra (2019)

## Teatro
Ha escrito las siguientes obras teatrales:
- De repente un beso (1995)
- El día de la luna (1995, estrenada en 1996)
- Cristo Light (1997)
- Tres amores postmodernos (1998)
- Demonios en la piel (2007, sobre Pier Paolo Pasolini)
- Cuatro historias de cama (2009)
- Sangre como flores (2011, sobre Federico García Lorca)
- Libertinos (2012)
- La eternidad en sus ojos (2015)[10]
- Humo en la neblina (2015, revisión de Lima, la horrible, de Sebastián Salazar Bondy)
- Lucha Reyes, sin decirte adiós (2018)[11]

## Narrativa
- Sonrisa para persona equivocada (cuentos) (1985)

## Reconocimientos
- Premio Luces 2018, de El Comercio, a mejor dramaturgia peruana.[12]